# Gadeia
Fabrício Bastezini, meglio noto come Gadeia (São Lourenço do Oeste, 14 giugno 1988), è un giocatore di calcio a 5 brasiliano, campione sudamericano con la nazionale brasiliana nel 2011 e nel 2024.

## Carriera
Gadeia si mette in luce nel 2010 quando trascina, insieme al compagno Dyego Zuffo, il modesto Copagril fino alla finale play-off della Liga Futsal. Nella stagione 2014 viene nominato miglior giocatore del campionato brasiliano e in quella 2017-18 miglior giocatore del campionato spagnolo.

## Palmarès

### Club

#### Competizioni nazionali
- Campionato brasiliano: 1
Intelli: 2013
- Campionato spagnolo: 3
Inter: 2016-17, 2017-18, 2019-20
- Coppa di Spagna: 1
Inter: 2016-17
- Campionato kazako: 1
Kairat: 2020-21

#### Competizioni internazionali
- Coppa UEFA: 2
Inter: 2016-17, 2017-18

### Nazionale
- Coppa America: 2
Argentina 2011, Paraguay 2024